# Viòus
Viòus en la Val (en francès Viols-en-Laval) és un municipi occità del Llenguadoc, situat al departament de l'Erau i a la regió d'Occitània.